# Parque Tangamanga I

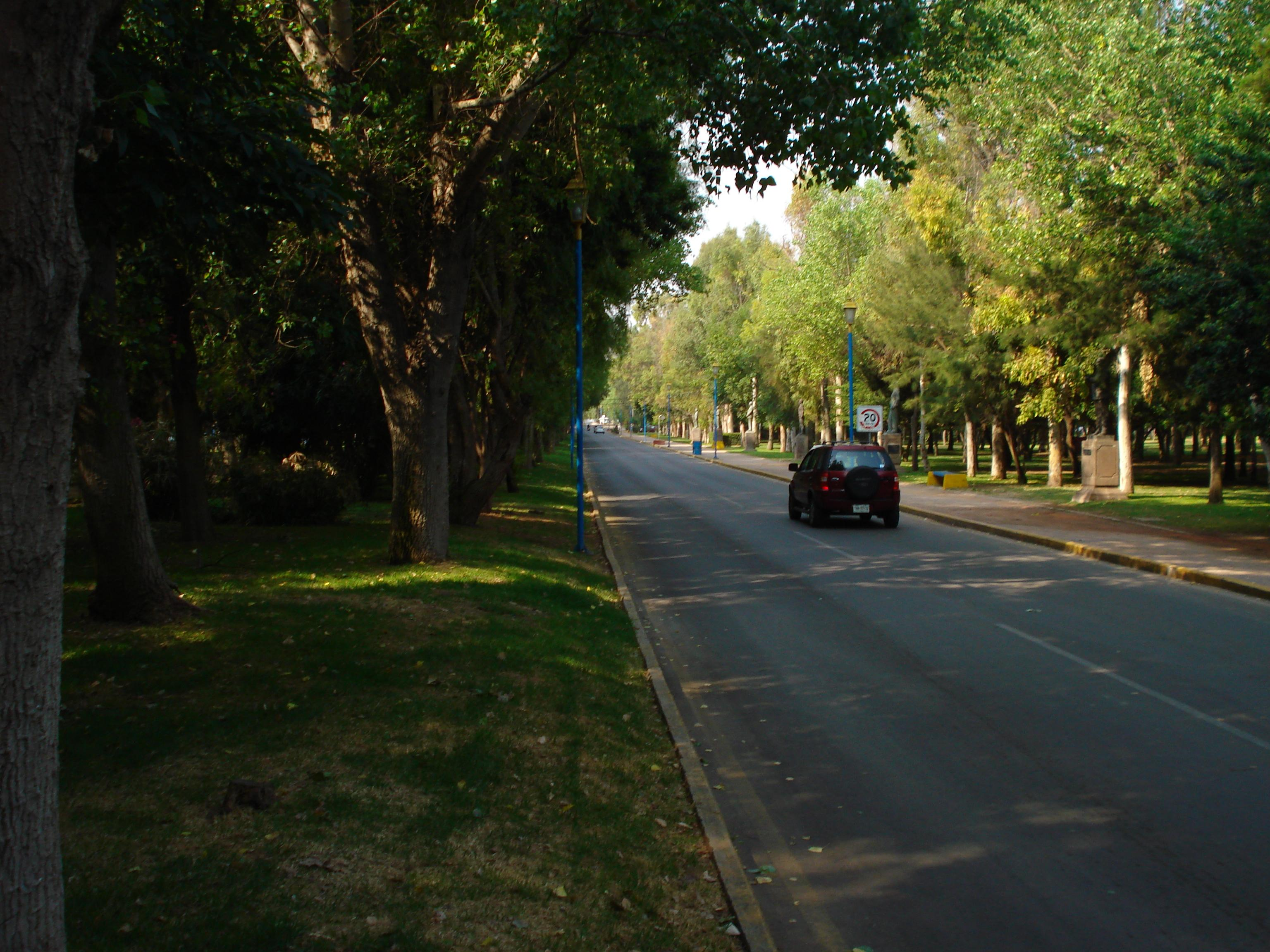
Entrada principal del Parque Tangamanga.

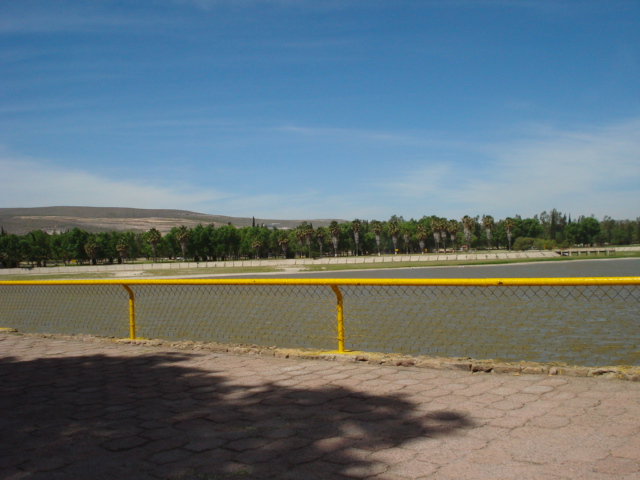
Parque Tangamanga.

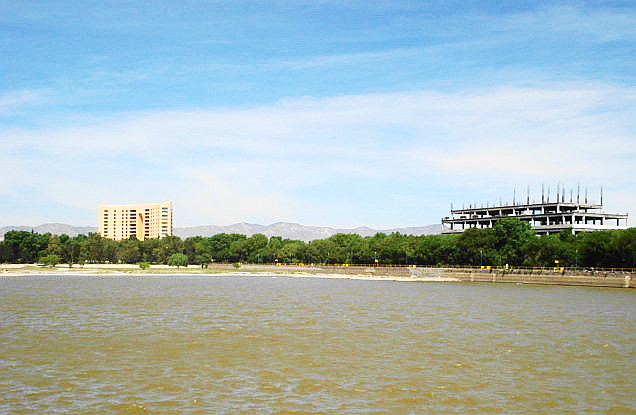
Lago Mayor en el Parque Tangamanga.

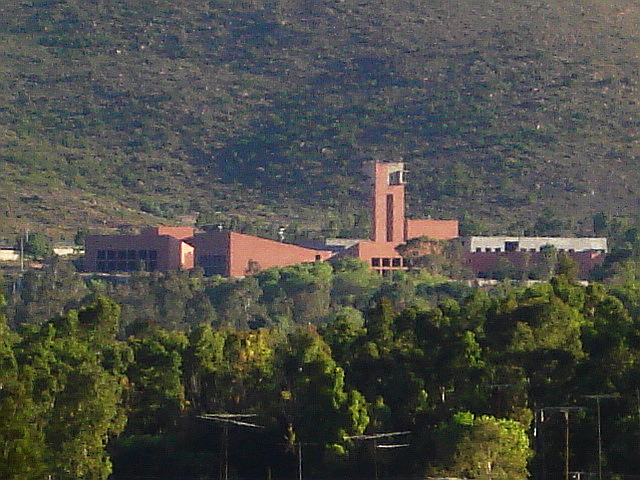
Museo Interactivo laberinto de las ciencias y las artes.

El Parque Tangamanga  es un área boscosa ubicada en el poniente de la ciudad mexicana de San Luis Potosí, Cuenta con dos lagos y árboles que fueron plantados a mediados de los años 1980, en él se encuentran museos regionales, unidades deportivas, centros culturales, zoológico, balneario, canchas deportivas, entre otros. Es por ello que forma parte importante del paisaje e historia de San Luis Potosí. Actualmente se le considera el segundo parque urbano más grande de México después del Bosque de Chapultepec en la Ciudad de México.
El Parque Tangamanga I se extiende sobre un área de 420 hectáreas y se formó sobre terrenos de la antigua hacienda de la Tenería, que se remonta al año de 1609. El casco de la hacienda aún permanece dentro del parque. Erróneamente se piensa que "Tangamanga" era el nombre que se le daba al valle de San Luis antes de la conquista. Sin embargo, Primo Feliciano Velázquez afirmó que el vocablo es de origen tarasco y significa "estaca enhiesta," en alusión a las estacas utilizadas para determinar los linderos de las minas.

## Ubicación
El parque se localiza en la Colonia Tangamanga al poniente de San Luis potosí al norte con Av. Dr. Salvador Nava , al sur con el Boulevard Periférico Lic. Antonio Rocha Cordero, al poniente con la Av. Chapultepec y al oriente con la colonia Balcones del Valle. Cuenta con accesos localizados en la Av. Salvador Nava, Av. Chapultepec y Blv. Antonio Rocha Cordero.
El parque es muy accesible; se encuentra al sur de la capital potosina, y es fácil llegar a él en automóvil y transporte urbano por Av. Salvador Nava o Av. Chapultepec. En el parque existen múltiples estacionamientos.

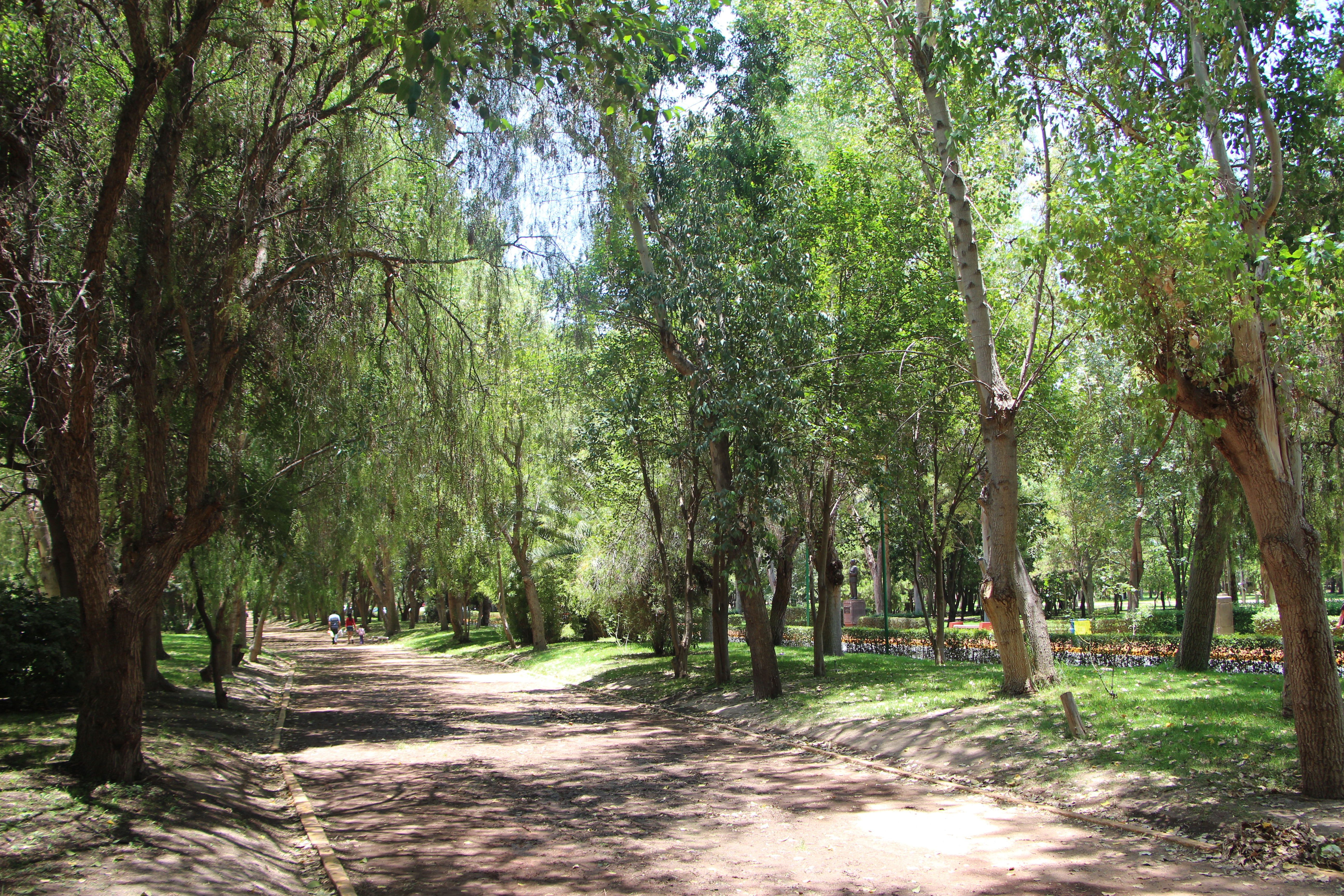
Paisaje en el parque Tangamanga en la ciudad San Luis Potosí en México

## Historia
Fue inaugurado en el año de 1983 durante el gobierno del Prof. Carlos Jongitud Barrios. La primera fase fue iniciada en 1982. En ese año se expropió el terreno y se plantaron más de mil árboles. Antiguamente la zona era un lote baldío, ya existían algunos árboles, y las dos lagunas actuales. El Teatro de la Ciudad fue diseñado por el arquitecto Alejandro Castillo Orejel e inaugurado el 19 de mayo de 1984, así afirmó el historiador potosino Rafael Montejano y Aguiñaga.
En 1997 el gobierno lo nombró como "Parque Carlos Jongitud Barrios" aunque la mayoría desconoce esto. Esto se puede leer en una placa en el acceso de la avenida Salvador Nava.

## Lugares de interés
- Teatro de la Ciudad
- Teatro Carlos Amador
- GART Gimnasio de Alto Rendimiento Tangamanga
- UDI Unidad Deportiva Infantil
- El Gran Tunal
- Acuático Tangamanga SPLASH
- Observatorio Planetario
- Zoológico
- Planta Tratadora de Aguas Grises
- Jardín Botánico "El Izotal" de la UASLP
- Jardín Japonés
- Museo Interactivo Laberinto de las Ciencias y las Artes

## Parque Tangamanga II
El Parque Tangamanga II está ubicado en el norte de la ciudad.

### Instalaciones

#### Canal 9

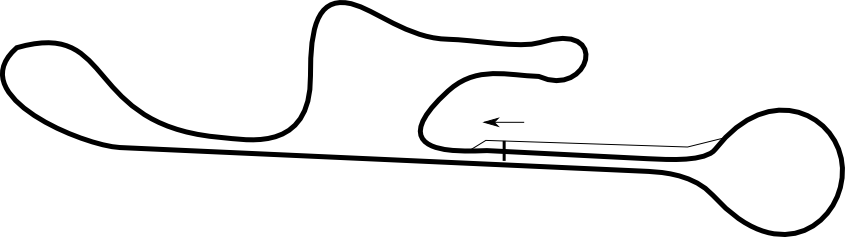
Trazado del circuito

Desde 2002 el canal local 9 está en el parque.